# Василевский, Леон
Ле́он Василе́вский (пол. Leon Wasilewski; 24 августа 1870, Санкт-Петербург — 10 декабря 1936, Варшава) — польский политик социалистического направления, дипломат, министр иностранных дел Польши в 1918—1919 годах, историк, публицист, этнограф и переводчик. Отец польской писательницы Ванды Василевской.

## Биография
Семья Василевских происходит из Витебской губернии. Родившийся в Санкт-Петербурге, детство и юность Василевский провёл в столице Российской империи. Окончил гимназию.
В 1893 году отправился в галицийский город Львов. В течение года учился на философском факультете университета, изучал историю.
В конце 1894 года Василевский выехал в Богемию для продолжения своего образования в университете Праги. Учился под руководством профессора Томаша Масарика.

### Политическая деятельность
Непродолжительное время состоял в рядах Национально-демократической партии Польши. Тогда же подружился с Юзефом Пилсудским и вступил в Польскую социалистическую партию (ППС). Переехал в Лондон, где в течение 1898—1902 издавал социалистическую газету «Рассвет» („Przedświt“). Вернувшись в Галицию, в 1902 поселился в Кракове. Продолжил редакторскую работу в газете ППС «Рабочий» („Robotnik“). Сотрудничал с петербургским журналом «Украинская жизнь».
После раскола в ППС Василевский остался сторонником фракции Ю. Пилсудского — ППС-Революционная фракция. Был избран членом Временной комиссии конфедерации сторонников независимости Польши.
Во время Первой мировой войны Л. Василевский работал в польском Верховном национальном комитете. С 1917 — член Польской военной организации.
С ноября 1918 по январь 1919 года — министр иностранных дел Польши в правительстве Енджея Moрачевского, советник по вопросам национальностей и близкий соратник Пилсудского. Согласно «БСЭ1», на этом посту Леон Василевский «вел политику провокации по отношению к РСФСР: арестовал и выслал миссию советского Красного Креста (с т. Веселовским во главе), ставши моральным виновником убийства миссии польскими жандармами...»
После отставки правительства, он отправился во Францию для участия в Польском национальном комитете, был кооптирован в качестве представителя главы государства Пилсудского в составе польской делегации на Парижской мирной конференции 1919—1920.
В 1920—1921 годах — посол Польши в Эстонии. Леон Василевский принимал активное участие в мирных переговорах с РСФСР, завершивших советско-польскую войну (1919—1921). После подписания и ратификации Рижского договора в 1921 году возглавил польскую комиссию по делимитации восточной границы Польши.
В 1931 году стал вице-президентом Верховного Совета Польши. Всю жизнь оставался членом ППС.

### Научная и творческая деятельность
С ранней молодости Л. Василевский живо интересовался вопросами отношений с национальными меньшинствами в Царстве Польском, в частности, украинистикой — социальной, культурной, исторической проблематикой Украины. Читал запрещенную в России львовскую газету «Дело», журнал «Заря», следил за украинским литературным процессом. В 1895 году Василевский опубликовал в Праге на польском языке брошюру Драгоманова об отношении социалистов к религии.
Был авторитетным знатоком украинских дел. Проживая во Львове, познакомился с И. Франко, М. Павликом и другими деятелями западно-украинской культуры. Посещал заседания Научного общества имени Шевченко и общества «Русская Беседа». Много печатался в эти годы. Переводил на польский язык отдельные литературные произведения украинских писателей, делал обзоры галицких изданий для польской прессы.
На рубеже 80-90-х годов XIX в. ознакомился со всеми более-менее значительными украинскими театральными труппами (М. Кропивницкого, Н. Садовского, П. Саксаганского и др.).
В программной книге «Украина и украинское дело», изданной на польском языке в Кракове (1912) составил библиографию Т.Г. Шевченко, исследовал его участие в Кирилло-Мефодиевском братстве, связи поэта с польскими писателями. В работе «Восточные окраины» (на польском языке, Варшава-Краков, 1917) в разделе «Украина» высоко оценил роль Шевченко как великого народного поэта.
В начале двадцатых годов Л. Василевский был решительным сторонником федерации Польши, Литвы и Беларуси на Восточных кресах государства, и союза с независимой Украиной. После Рижского договора резко выступил против идеи полонизации белорусов и украинцев, требуя в отношении их государственной политики ассимиляции.
В 1924 году он возглавил Институт исследований новейшей истории Польши им. Ю.Пилсудского, в 1929 — основал журнал «Независимость» („Niepodległość“), издавал сочинения и переписку маршала Пилсудского. В начале 30-х годов XX в. Василевский — руководитель Института по делам национальностей. В 1934 году вышла его исследовательская работа «Украинский вопрос как международная проблема».

## Награды
- Орден Возрождения Польши 2 степени
- Орден Возрождения Польши 3 степени
- Крест Свободы I степени (Эстония)